# Le Médaillon de Noël

Le Médaillon de Noël (The Christmas Secret) est un téléfilm de Noël américano-canadien réalisé par Norma Bailey et diffusé le 7 décembre 2014 sur Hallmark Movie Channel.

## Synopsis
Christine, une mère célibataire, sauve la vie d'une dame ayant fait un malaise cardiaque, mais égare son médaillon, un bijou de famille magique qui va l'amener à l'amour et à la chance pendant les fêtes de Noël, alors que sa vie allait complètement de travers.

## Fiche technique
- Titre original : The Christmas Secret
- Réalisation : Norma Bailey
- Scénario : Wesley Bishop, Judd Parkin, Donna VanLiere (en)
- Durée : 86 minutes
- Pays : États-Unis, Canada
- Date de diffusion :
  -  France : 6 décembre 2015 sur TF1

## Distribution
- Bethany Joy Lenz (VF : Nathalie Gazdik) : Christine Eisley
- John Reardon (en) (VF : Olivier Chauvel) : Jason
- Michael Hogan (VF : Philippe Siboulet) : Marshall
- Susan Hogan (VF : Marie-Laure Beneston) : Judy
- Nicola Cavendish (en) (VF : Marie-Martine) : Betty
- Christine Willes (VF : Frédérique Cantrel) : Gloria
- Greyston Holt (VF : Rémi Bichet) : Brad
- Venus Terzo (VF : Josy Bernard) : Patricia
- Karin Konoval : Madame Meredith
- Don Thompson : Rod
- Elizabeth Bowen (VF : Catherine Desplaces) : Rosemary
- Daryl Shuttleworth (en) : Ed
- Chloe Babcock (VF : Lucille Boudonnat) : Allie
- William Ainscough : Zach
- Jaeda Lily Miller : Hayley (Kelly en VF)

Version française dirigée par Anne Massoteau chez Dubbing Brothers, d'après une adaptation des dialogues de Rima Héleine.
 Source et légende : version française (VF) sur RS Doublage et carton télévisé du doublage français.